# 募集株式
募集株式（ぼしゅうかぶしき）とは、株式会社が、その設立後に、募集に応じて株式の引受けの申込みをした者に対して割り当てる株式のことである（会社法199条1項）。募集によって新たな株式（新株）の発行または自己株式（金庫株）の処分を行うこととなる場合の当該株式である。
また、新株の発行や自己株式の処分のことを、「募集株式の発行等」（会社法199条～同法213条）という。株式の発行により払い込まれた財産は資本金に組み込まれること（同法445条1項）から、募集株式の発行等のことを増資（資本増強等）ともいう（ただし、2分の1までは資本金に組み込まず資本準備金とすることが許されており、実際にはそのようにするのが一般的である。同法445条2項3項）。
旧商法の規定では新株の発行と自己株式の処分は別個に規定されていたが、新たな株主を募集する点においては違いがないので、会社法では募集株式の発行等という形でまとめて規定されている。
- 会社法は、以下で条数のみ記載する。

## 種類
募集株式の発行等には、割り当てる相手により3つの種類がある。
1. 公募：不特定多数の者に株式を割り当てる場合（公募増資ともいう）
2. 第三者割当て：特定の第三者に株式を割り当てる場合（第三者割当増資ともいう。同項目も参照）
3. 株主割当て：すべての株主に対して持株数に応じて株式の割当てを受ける権利を付与する場合（202条。第三者割当増資に対して均等割当ともいう）。なお、株主はかかる権利を譲渡することはできない。これに対して、ライツイシュー（277条）の場合は、権利を譲渡可能である。

## 手続

### 募集事項の決定
募集事項とは、株式募集に当たって定めなければならない条件をいい、具体的には次の5点を決定しなければならない（199条1項、2項）。
1. 募集株式の（種類および）数
2. 募集株式の払込金額（発行価額）またはその算定方法
3. 金銭以外の財産を出資の目的とするとき（現物出資）は、その旨および当該財産の内容・価額
4. 金銭の払込みまたは現物出資の給付の期日（期間）
5. 新株発行の場合は、増加する資本金および資本準備金に関する事項

公募または第三者割当ての場合
原則として、募集事項の決定は株主総会決議による（同条2項）。ただし、株主総会の決議によって、募集事項の決定を取締役（取締役会設置会社では取締役会）に委任することができる（200条1項）。
また、公開会社では、定款で定められた発行可能株式総数の範囲内で（37条）、取締役会の決議により募集事項を決定することができる（201条1項）。このように、発行可能株式総数の範囲内で取締役会の判断で新株発行を行うことができる制度を授権資本制度という。
なお、募集事項の払込金額が募集株式を引き受ける者に特に有利な金額である場合には、取締役は、株主総会において、当該払込金額でその者の募集をすることを必要とする理由を説明しなければならない（199条3項）。この場合、取締役会限りで募集事項を決定することはできず、株主総会の決議が必要である（201条1項参照）。
株主割当ての場合
株主割当ての場合は、募集事項のほかに、株主割当てを行う旨と、募集株式の引受の申込みの期日を定めなければならない。
公開会社では取締役会の決議でこれらを決定する。
非公開会社では、定款で取締役または取締役会に授権している場合は取締役または取締役会、そうでない場合は株主総会の決議で決定する（202条1項、3項。同条5項により199条2項不適用）。
株式会社は、申込みの期日の二週間前までに、株主に対し、募集事項等を通知しなければならない（202条4項）。
株主割当ての場合は、株式の希薄化の問題が生じないので、特に有利な価額での発行についての説明義務も適用されない（202条5項により199条3項不適用）。

### 募集株式の割当て
募集株式の引受けの申込みをする者は、(1)申込者の氏名または名称および住所、(2)引き受けようとする募集株式の数を記載した書面を株式会社に交付しなければならない（203条2項）。
株式会社は、申込者の中から募集株式の割当てをする者、および割り当てる募集株式の数を定めなければならない（204条）。この割当てによって、申込者は割り当てられた募集株式の引受人となる（206条1号）。
株主割当ての場合は、株主は、持株数に応じて募集株式の割当てを受ける権利を有するが（202条2項）、公募の場合は、割当自由の原則が妥当し、株式会社は裁量で割り当てる者を選ぶことができる。募集株式を引き受けようとする者がその総数の引受けを行う契約を締結する場合（第三者割当増資）には、申込み・割当ての手続を踏まず、その契約を締結した第三者が引受人となる（205条、206条2号）。

### 出資の履行
- 金銭以外の財産の出資（207条）

- 出資の履行（208条）
- 株主となる時期（209条）

期日を定めた場合は当該期日、期間を定めた場合は出資の履行をした日に、出資の履行をした募集株式の株主となる。

### 差止め・募集に係る責任など
210条から213条。
- 引受けの無効または取消しの制限（211条）
- 不公正な払込金額で株式を引き受けた者等の責任（212条）

## 新株発行・自己株式処分
所定の手続の完了後、新株が発行されまたは自己株式が交付される。

### 新株発行・自己株式処分の機能
資金調達目的（エクイティファイナンス）に用いられることが一般的である。ただし、安定株式の確保や買収の防止策としても伝統的に利用されることが多く、また、近年では、役員や従業員のインセンティブ向上など資金調達以外の面での企業価値（広義）の向上目的にも利用される。

### 株券の発行
現行の会社法においては、株式会社は株券を発行しないのが原則とされているが（214条参照）、株券の発行を定款で定めている会社（株券発行会社）においては、株式の発行後、遅滞なく株券を発行する義務を負う（215条）。